# Desenvolupament de programari assistit per IA
El desenvolupament de programari assistit per IA és l'ús d'agents d'intel·ligència artificial per augmentar el cicle de vida del desenvolupament de programari. Aprofita els models de llenguatge gran (LLM), el processament del llenguatge natural i altres tecnologies d'IA per ajudar els desenvolupadors de programari en una sèrie de tasques, des de la generació inicial de codi fins a la depuració, les proves i la documentació posteriors.

## Tecnologies

### Generació de codi
Els LLM que han estat formats en repositoris de codi font són capaços de generar codi funcional a partir de peticions de llenguatge natural. Aquests models tenen coneixement de la sintaxi de programació, els patrons de disseny comuns i les millors pràctiques en una varietat de llenguatges de programació.

### Completament de codi intel·ligent
Els agents d'IA que utilitzen LLMs preentrenats i ajustats poden predir i suggerir complecions de codi basades en el context, anant més enllà de la simple coincidència de paraules clau per inferir la intenció del desenvolupador i visualitzar l'estructura més àmplia de la base de codi en desenvolupament. Una anàlisi ha demostrat que aquest ús d'LLM millora significativament el rendiment de la compleció de codi en diversos llenguatges de programació i contextos, i la capacitat resultant de predir fragments de codi rellevants basant-se en el context i l'entrada parcial augmenta substancialment la productivitat del desenvolupador.

### Proves, depuració, revisió i anàlisi de codi
La IA s'utilitza per generar automàticament casos de prova, identificar possibles errors i suggerir correccions. Els LLM entrenats amb dades històriques d'errors poden permetre la predicció de possibles punts d'error en el codi generat. De la mateixa manera, els agents d'IA s'utilitzen per realitzar anàlisis estàtiques de codi, identificar vulnerabilitats de seguretat, suggerir millores de rendiment i garantir el compliment dels estàndards de codificació i les millors pràctiques.

### Manteniment d'aplicacions
Les eines assistides per IA s'utilitzen cada cop més per donar suport a les tasques de manteniment d'aplicacions, que sovint consumeixen la major part del temps dels desenvolupadors. Aquestes eines duen a terme una sèrie de tasques:
- Exploració de la base de codi: Mapeig de relacions entre components i traçat de fluxos d'execució.
- Descobriment d'intencions: Identificació del propòsit darrere de les funcions complexes.
- Generació de documentació: Creació o millora de comentaris i exemples d'ús.
- Suport de sistemes antics: desxifrar codi mal documentat on els autors originals ja no estan disponibles.
- Anàlisi d'impacte: Predicció dels efectes dels canvis de codi entre mòduls interconnectats.

Aquestes capacitats redueixen el temps d'incorporació per als nous desenvolupadors, milloren la mantenibilitat a llarg termini i mitiguen el deute tècnic. Els fluxos de treball de manteniment basats en IA tenen una aplicabilitat particular en sistemes antics, on la comprensió manual tradicional requereix molt de temps.

## Adopció per part de la indústria
Les principals empreses de programari han integrat eines de desenvolupament assistit per IA als seus fluxos de treball, i moltes han informat d'augments significatius de la productivitat.

## Guanys
Entre els beneficis que aporten els agents d'IA al desenvolupament de programari hi ha:
- Augment de la productivitat: els desenvolupadors poden centrar-se en el disseny d'alt nivell i la resolució de problemes mentre que la IA s'encarrega de tasques de codificació rutinàries.
- Reducció d'errors: els agents d'IA poden interceptar errors comuns i oferir canvis correctius abans del desplegament del codi.
- Prototipatge més ràpid: la generació ràpida de codi permet una major experimentació amb prototips, amb comentaris d'experts.

## Reptes
La incorporació d'eines d'IA ha introduït nous dilemes ètics i reptes de propietat intel·lectual. La propietat del codi generat per IA no està clara: qui és responsable del producte final generat? També no estan clares les responsabilitats ètiques del codi generat. Els canvis en el paper dels enginyers de programari són inevitables.

## Perspectives de la indústria
Els líders del sector tecnològic han destacat el potencial transformador del desenvolupament de programari assistit per IA. En una sessió "Unlocking AI Potential" de "Advancing AI 2025" organitzada per AMD Developer Central, Andrew Ng i Lisa Su van emfatitzar les implicacions estratègiques i operatives d'integrar eines d'IA en els fluxos de treball de desenvolupament. Ng va assenyalar que els sistemes d'IA són cada cop més capaços d'"ajudar els programadors a centrar-se en la resolució de problemes d'alt nivell", mentre que Su va emmarcar el canvi com "una oportunitat per redefinir el rendiment i la productivitat en totes les indústries".

## Recerca en curs
El camp continua evolucionant amb la recerca contínua sobre:
- Millor consciència del context: Millora de la capacitat dels agents d'IA per obtenir el grau de comprensió de les bases de codi completes i els requisits del projecte que posseeixen els desenvolupadors de programari humans experts.
- Personalització: Harmonitzar l'assistència de la IA amb les preferències i els estils de codificació individuals dels desenvolupadors.
- Desenvolupament ètic de la IA: garantir que els agents de la IA promoguin bones pràctiques d'enginyeria de programari i s'allunyi de biaixos.